# Djamel Haroun
Pour les articles homonymes, voir Haroun.
Djamel Haroun, né le 6 juillet 1983 à Roubaix, est un gardien de but international français de futsal.

## Biographie

### Enfance et formation
Djamel Haroun naît et grandit à Roubaix (Nord). Il signe sa première licence dans le club de son quartier des Hommelet à sept ans. Sa progression lui permet d'être recruté par Lille OSC et d'intégrer le centre de formation en 1999. Il évolue en jeunes avec Matt Moussilou et Stéphane Dumont et côtoie les futurs internationaux français Yohan Cabaye et Mathieu Debuchy de deux ans ses cadets.
Après avoir obtenu son baccalauréat avec mention au lycée Jean-Rostand de sa ville, Djamel Haroun a une attirance pour l'électronique. Mais son professeur d'EPS le convainc de continuer dans le sport. Il s'engage ainsi vers un cursus universitaire STAPS.
Djamel ne se voit pas proposer de contrat professionnel par le LOSC au terme de sa formation et privilégie ses études en préparant une licence STAPS, pour devenir professeur d'EPS, obtenue en 2002.

### Débuts au Roubaix Futsal (2003-2011)
À vingt ans, Djamel Haroun assiste à la finale de la coupe de la Ligue Nord-Pas de Calais entre Roubaix futsal et Cambrai,. Un ami le présente à Amar Rekik, l’entraîneur de Roubaix, qui lui fait passer un essai contre le Valenciennes futsal.
Haroun s'engage avec le club à partir de 2003-2004. Il débute comme attaquant avant de remplacer le gardien de but absent lors d'un match, la première victoire de la saison, et de ne plus quitter ce rôle sous les ordres de l'entraîneur de l'époque, Eric Delbeck.
Après deux saisons et une victoire en Coupe nationale lors de la saison 2004-2005, Haroun se fait remarquer et intègre l'équipe de France à la fin de cet exercice.
Grâce à sa victoire en Coupe, le Roubaix Futsal est qualifié pour la Coupe de l'UEFA. Haroun dispute son premier match européen le 10 septembre 2005 et la réception de Talgrig (défaite 2-7).
Lors de la saison 2010-2011, en plus de son rôle au Roubaix Futsal, Haroun joue au football sur herbe au Roubaix SC, en Promotion d'honneur (huitième division). À partir de mars 2011, il intègre le District départemental de football de Flandre en tant qu'éducateur chargé du développement du futsal et du football féminin, faisant les aller-retour entre Paris et le Roubaix, où il continue de vivre.  En 2011, il décoré de la médaille du « citoyen modèle » par la mairie de Roubaix.
Au terme de cette saison 2010-11, Djamel est approché par le Sporting Club de Paris, par l'intermédiaire de son coéquipier chez les sélections, Alexandre Teixeira, il s'engage avec les champions de France.

### Titres avec le Sporting (2011-2017)
À l'été 2011, à 27 ans, Djamel Haroun s'engage avec le Sporting Club de Paris, champion de France en titre. Le club lui offre une vie de sportif de haut niveau, payé en tant que professionnel par le club, avec à la responsabilité de la création et du développement d’une école de futsal. Il est travaille toutefois en parallèle pour le district des Flandres à promotion du futsal et du football féminin.
Fin 2013, Haroun et le Sporting joue la Coupe d'Europe grâce à leur titre de champion de France 2012-2013. Ils sont éliminés à Kharkiv (Ukraine) et passent près d'une qualification historique pour le tour élite. Coordinateur technique du club de Roubaix dans le civil, Haroun intervient au sein d'une académie dans le quartier de l'Épeule en proposant une activité sportive pour les 6-13 ans. Pour son rôle au Sporting, il réalise quatre allers-retours hebdomadaires Lille-Paris en TGV, pour s'entraîner la semaine et jouer le samedi.
Au terme de la saison 2015-2016, Haroun est élu meilleur gardien du Championnat de France.
À Paris, il accumule trois titres de champion national consécutifs, et ses prestations remarquées dans les buts font de lui l'un des joueurs préférés de la Halle Georges-Carpentier, les supporters du Sporting Club de Paris lui consacrant même un chant : Public, qui est ton gardien ? Haroun ! Haroun ! Haroun !.

### Retour à Roubaix, un an à Garges puis fin au Sporting (2017-2021)
À l'intersaison 2017, Haroun retourne dans a ville natale où il s'engage avec le Roubaix AFS,. Dès la première saison dans son nouveau club, le gardien-capitaine est élu meilleur portier du Championnat de France 2017-2018.
En 2018-2019, Haroun dispute vingt rencontres sur vingt-deux pour une équipe qui termine à la huitième place et se stabilise au plus haut niveau français. Djamel est alors chargé de mission au service des sports de la ville de Roubaix.

### En équipe nationale (2005-2021)

#### Débuts (2005-2015)
Le 21 octobre 2005, Djamel Haroun connaît sa première sélection en Équipe de France de futsal lors d'un match contre le Japon (6-6).
En Bleu, il est le titulaire incontesté dans les buts, et est notamment titulaire lors des trois matchs du tour préliminaire pour le Championnat d'Europe de futsal 2014. L'Équipe de France termine invaincue dans le groupe A du tour préliminaire, en étrillant Saint-Marin (12 buts à 0) et Gibraltar (6-2), ajouté à un match nul contre le Monténégro (1-1). Néanmoins, les Français sont éliminés en raison d'une différence de but défavorable de quelques buts par rapport au Monténégro (+16 contre +19), seul le premier de chaque groupe étant qualifié pour le tour suivant.

#### Capitaine, recordman de sélections et premier Euro (2015-2021)
En août 2015, lors d’un match contre la Belgique à Orléans, il est nommé capitaine de l'équipe de France.
Avec le temps, il devient recordman des sélections en équipe de France et dépasse les 110 sélections de Stéphane Basson.
En 2017, Haroun est le gardien titulaire et capitaine de la première qualification pour un championnat d'Europe de futsal. En janvier 2018, il est logiquement membre de l'équipe de France de futsal au championnat d'Europe 2018, en Slovénie. Le gardien français est l’un de ceux qui dégage le plus le ballon au loin, voire à le sortir, lorsque la pression était forte. Avec 81% d'arrêt par frappe, Haroun se classe dixième des douze gardiens de la compétition.
En décembre 2019, Djamel compte 140 sélections.
Djamel Haroun prend sa retraite au terme de la saison 2020-2021 et pousse son 151 matchs internationaux.

### Reconversion
Dès sa retraite des terrains, Djamel Haroun devient adjoint du nouveau sélectionneur de l'équipe de France, Raphaël Reynaud.

## Statistiques
| Saison                | Club                  | Championnat           | Championnat | Championnat | Coupe(s) nationale(s) | Coupe(s) nationale(s) | Compétition(s) continentale(s) | Compétition(s) continentale(s) | Compétition(s) continentale(s) | France | France | Total | Total |
| Saison                | Club                  | Division              | M.          | B.          | M.                    | B.                    | Comp.                          | M.                             | B.                             | M.     | B.     | M.    | B.    |
| 2007-2008             | Roubaix Futsal        | Ch                    | -           | -           | -                     | -                     | -                              | -                              | -                              | -      | -      | 0     | 0     |
| 2008-2009             | Roubaix Futsal        | Ch                    | -           | -           | -                     | -                     | -                              | -                              | -                              | -      | -      | 0     | 0     |
| 2009-2010             | Roubaix Futsal        | CF                    | -           | -           | -                     | -                     | -                              | -                              | -                              | -      | -      | 0     | 0     |
| 2010-2011             | Roubaix Futsal        | CF                    | -           | -           | -                     | -                     | -                              | -                              | -                              | -      | -      | 0     | 0     |
| Sous-total            | Sous-total            | Sous-total            | -           | -           | -                     | -                     | -                              | -                              | -                              | -      | -      | 0     | 0     |
| 2011-2012             | Sporting Paris        | CF                    | -           | -           | -                     | -                     | C1                             | -                              | -                              | -      | -      | 0     | 0     |
| 2012-2013             | Sporting Paris        | CF                    | -           | -           | -                     | -                     | C1                             | -                              | -                              | -      | -      | 0     | 0     |
| 2013-2014             | Sporting Paris        | D1                    | -           | -           | -                     | -                     | C1                             | -                              | -                              | -      | -      | 0     | 0     |
| 2014-2015             | Sporting Paris        | D1                    | -           | -           | -                     | -                     | C1                             | -                              | -                              | -      | -      | 0     | 0     |
| 2015-2016             | Sporting Paris        | D1                    | -           | -           | -                     | -                     | -                              | -                              | -                              | -      | -      | 0     | 0     |
| 2016-2017             | Sporting Paris        | D1                    | -           | -           | -                     | -                     | -                              | -                              | -                              | -      | -      | 0     | 0     |
| Sous-total            | Sous-total            | Sous-total            | -           | -           | -                     | -                     | -                              | -                              | -                              | -      | -      | 0     | 0     |
| 2017-2018             | Roubaix AFS           | D1                    | -           | -           | -                     | -                     | -                              | -                              | -                              | -      | -      | 0     | 0     |
| 2018-2019             | Roubaix AFS           | D1                    | 21          | -           | -                     | -                     | -                              | -                              | -                              | -      | -      | 21    | 0     |
| Sous-total            | Sous-total            | Sous-total            | -           | -           | -                     | -                     | -                              | -                              | -                              | -      | -      | 0     | 0     |
| 2019-2020             | Garges Djibson ASC    | D1                    | 13          | 1           | 1                     | -                     | -                              | -                              | -                              | -      | -      | 14    | 1     |
| 2020-2021             | Sporting Paris        | D1                    | 18          | -           | -                     | -                     | -                              | -                              | -                              | -      | -      | 18    | 0     |
| Total sur la carrière | Total sur la carrière | Total sur la carrière | 52          | 1           | 1                     | -                     | -                              | -                              | -                              | 151    | 0      | 204   | 1     |

## Palmarès
- Championnat de France (3)
  - Champion : 2011-12, 2012-13 et 2013-14 avec le Sporting Paris[8]

- Coupe de France (6)
  - Vainqueur : 2005, 2006, 2008 avec Roubaix Futsal, 2012, 2013 et 2015 avec le Sporting Paris